# IOS 14
iOS 14 — четырнадцатая версия мобильной операционной системы iOS, разрабатываемой компанией Apple для устройств линейки iPhone, iPod Touch и HomePod. Является преемницей iOS 13. Была анонсирована на WWDC 22 июня 2020 года, официальный релиз iOS 14 состоялся 16 сентября 2020 года. Преемницей iOS 14 стала iOS 15, анонсированная на WWDC 2021 20 сентября 2021 года. Система получила как положительные, так и смешанные отзывы от пользователей.

## Нововведения

### App Clips
App Clips — новая функция, расширяющая функциональность App Store. Позволяет мгновенно запускать некоторые приложения. На момент анонса было показано только использование Apple Pay и вход с Apple.
Приложения App Clips могут быть обнаружены с помощью тегов NFC или QR-кодов с использованием фирменного стиля App Clips. Ссылки на них также могут быть отправлены в сообщениях или размещены на веб-сайтах или в Картах.

### Memoji
Появились 7 новых причёсок, 16 новых головных уборов, 3 новых стикера, 6 новых возрастов.

### Siri
Голосовой помощник теперь отображается в новом дизайне, не разворачиваясь на весь экран. Результаты отображаются в виде Push-уведомлений.

### Виджеты
Виджеты получили новый дизайн и возможность добавления на главный экран. Кроме того, теперь можно изменять их размер. Есть маленький, средний и большой виджет. Появился новый виджет «Смарт-стопка», отображающий нужную в зависимости от обстоятельств и времени суток информацию.

### Входящие вызовы
Входящие вызовы теперь отображаются в новом компактном окне сверху, а не разворачиваются на весь экран.

### Картинка в картинке
Теперь вызовы FaceTime или видео отображаются в небольшом окне, если вы переходите в другое приложение.

### Карты
В Картах появились руководства — рекомендации, созданные с помощью гидов. Также, в ряде поддерживаемых городов, Карты могут создавать отдельные маршруты для велосипедистов, учитывая лестницы, склоны и велосипедные дорожки. Кроме того, появилась возможность создать отдельный маршрут для электромобиля, который учитывает заряд аккумулятора, наличие зарядных станций и тип зарядного устройства. Карты также учитывают ограничения на въезд или плату за проезд в центре крупных городов и могут предлагать объехать эти зоны. С помощью Карт можно узнать нахождение камер контроля скорости.

### Перевод
Появилось новое приложение "Перевод". На данный момент поддерживаются 11 языков, в том числе и русский.

### Поиск
Теперь в поиске отображаются результаты из Интернета и приложений, а сам он открывается быстрее.

### Рабочий стол
На последнем экране рабочего стола теперь отображается «Библиотека приложений». Она группирует приложения по категориям для более быстрого доступа. Если активировать на этом экране окно поиска, приложения будут отображаться в алфавитном порядке. Кроме того, можно скрыть страницы главного экрана.

### Сообщения
Теперь в сообщениях можно закрепить наверху до 9 разговоров. В групповых беседах можно упоминать контакт, и ему придет уведомление. Можно ответить на конкретное сообщение, и при нажатии отобразятся только они. Для групповой беседы можно установить фото или Memoji.

### Конфиденциальность
Сверху экрана теперь могут отображаться зелёный или оранжевый кружок, обозначающий использование программой камеры или микрофона.
Приложения должны запрашивать разрешение на нахождение устройств в локальной сети.
Начиная с iOS 14.2 разработчики приложений должны указывать в App Store какие данные использует приложение и с какой целью.
Автоматический блокируются трекеры для отслеживания на веб-сайтах. Вместо разрешения доступа ко всем фото можно разрешить доступ только к фотографиям, заранее выбранных пользователем.
В Safari появился пункт «Сведения о Конфиденциальности», где показано, как сайт защищает личную информацию.

## Другие изменения
- Клавиатура Emoji была обновлена с функцией поиска. iOS 14 добавляет 20 новых стилей прически и головных уборов в Memoji и Animoji, включая варианты масок для лица для Memoji.
- Электронная почта и браузерные приложения пользователя — стандартные почтовые приложения и Safari по умолчанию — теперь могут быть изменены[4].
- На iPhone, выпущенных в 2017 году и позже (iPhone 8 и 8 Plus, iPhone X и новее), новая функция специальных возможностей позволяет пользователям выполнять стандартные задачи, дважды коснувшись задней панели устройства с помощью акселерометра телефона (например, открыть Центр управления или запустить ярлык)[5].
- Пользователи устройств, которые не считывают теги NFC автоматически, могут добавить для этого ярлык в Центр управления.
- В iOS 14 появилась поддержка кодека VP9, позволяющая воспроизводить видео с YouTube в разрешении 4K. В Safari поддержка VP9 включена через WebRTC, который по умолчанию отключен.
- В приложении «Заметки» теперь проще находить заметки, используя улучшенный «интеллектуальный анализ устройства». Также была удалена скевоморфная текстура бумаги в приложении.
- Приложение «Погода» теперь показывает индекс качества воздуха и поминутные прогнозы на следующий час в США. Apple теперь использует данные своего недавно приобретенного сервиса Dark Sky, а не только The Weather Channel[англ.].
- Apple Arcade теперь имеет прямую интеграцию с Game Center.
- Колесо прокрутки, используемое для выбора времени, было уменьшено в размерах благодаря возможности использовать цифровую клавиатуру.
- Новая функция специальных возможностей под названием «Распознавание звука» позволяет iPhone прослушивать предопределенные звуки и выдавать предупреждение при обнаружении определенного звука. Таким образом, iPhone может обнаруживать огонь, различные сирены, животных, несколько бытовых шумов, а также плачущего ребенка или кого-то, кто кричит.
- Значок «Музыка» был переработан с красным градиентом, похожим на значок, используемый в iOS 7–8.3.
- Обои iOS 12 были удалены, а в iOS 14.2 добавлено восемь новых обоев.
- Экранная лупа теперь является отдельным приложением, к которому можно получить доступ за пределами Центра управления.
- Обнаружение людей было добавлено в Measure на iOS 14.2[6].
- Разблокировка iPhone с Face ID в маске с помощью сопряженных Apple Watch была добавлена в iOS 14.5 и watchOS 7.4.
- App Clips — это новая функция, расширяющая функциональность App Store. App Clips, задуманные как динамическая функция, а не как постоянно установленное приложение, чрезвычайно урезаны с очень небольшим количеством разрешений ОС. На момент анонса показывалось только использование Apple Pay и Sign in with Apple.
- App Clips можно обнаружить лично с помощью тегов NFC (iPhone 7) или новее) или QR-кодов с брендингом App Clips. Ими также можно делиться через Сообщения или размещать на веб-сайтах или Картах.
- CarPlay был обновлен, чтобы пользователи могли устанавливать встроенные обои. Управление маршрутами в Apple Maps было дополнено функциями, предупреждающими пользователя о доступных остановках, таких как парковка и заказ еды. Кроме того, при планировании маршрута для электромобилей теперь учитывается расположение зарядных станций[5].
- Автомобильные ключи позволяют iPhone выступать в качестве виртуального автомобильного ключа с использованием технологии NFC для совместимых автомобилей. Первым совместимым автомобилем, представленным Apple на WWDC 2020, стал BMW 5 серии 2021 года. Ключи доступны из приложения Wallet. Ключи могут быть общими; совместное использование может быть временным или иметь ограничения. Если в iPhone разрядился аккумулятор, ключи от машины можно будет получить через запас хода iPhone в течение примерно пяти часов. Для ключей от машины требуется iPhone, выпущенный не ранее 2018 года.
- В отличие от предыдущих версий, в которых значки на главном экране были переставлены по порядку и соответствовали непосредственно приложениям, пользователи могут добавлять значки приложений и новые виджеты приложений; страницы могут быть добавлены или удалены по желанию. Это позволяет пользователям скрывать редко используемые приложения и избегать беспорядка.Виджеты
- Слева от первой страницы представление «Сегодня» заменено пользовательским интерфейсом виджета с возможностью прокрутки. Виджеты могут быть размещены на главном экране среди значков приложений; их размер может быть изменен на значки два на два, горизонтальные два на четыре или четыре на четыре значка. Виджеты одинакового размера можно накладывать друг на друга и перемещать между ними для удобства; может быть размещен интеллектуальный стек, который автоматически показывает пользователю наиболее релевантный виджет в зависимости от времени суток.
- Справа от последней страницы в библиотеке приложений перечислены и классифицированы приложения, установленные на устройстве. Приложения в каждой категории упорядочены в зависимости от частоты их использования. В дополнение к категории предлагаемых приложений, в категории «недавние» перечислены недавно установленные приложения, а также клипы приложений, к которым недавно обращались. Пользователи могут искать нужное приложение или просматривать их в алфавитном порядке.
- В iOS 14 был внесен ряд изменений, чтобы уменьшить визуальное пространство, занимаемое ранее полноэкранными интерфейсами; такие интерфейсы теперь появляются и зависают перед приложением, позволяя касаться (и, следовательно, многозадачности) приложения позади. Интерфейсы голосовых вызовов, включая Телефон, или другие сторонние приложения, такие как Skype, сделаны значительно тоньше и занимают примерно столько же места, сколько уведомление. Интерфейс Siri теперь тоже компактный[6].
- Функция «картинка в картинке» позволяет пользователям продолжать просмотр воспроизведения видео (или принимать голосовые вызовы, например, с помощью FaceTime) в виде уменьшенного изображения после выхода из приложения. Это представление можно изменить с помощью жестов сжатия или временно переместить за пределы экрана и повторно вызвать для многозадачности.В настоящее время функция «картинка в картинке» поддерживается Safari и FaceTime, а также несколькими сторонними приложениями, включая Disney+, ESPN, HBO Max, Netflix и Amazon Prime Video. Эта функция не была доступна в приложении YouTube при запуске; Впоследствии Google объявил, что функция «картинка в картинке» будет поддерживаться на YouTube в следующем обновлении, но только для подписчиков YouTube Premium[7].
- Были внесены улучшения в функцию поиска на главном экране, включая усовершенствованный пользовательский интерфейс, средство быстрого запуска приложений, более подробный веб-поиск, ярлыки для поиска в приложении и улучшенные поисковые подсказки при вводе.
- Несмотря на то, что интерфейс Siri сделан компактным, чтобы было видно содержимое ниже, он не допускает одновременной многозадачности, поскольку дизайнерам было неясно, как в этом случае интерфейс будет отклонен. Теперь Siri может отвечать на более широкий набор вопросов и переводить на большее количество языков. Пользователи также могут делиться своим ETA с контактами и спрашивать велосипедные маршруты. И дорожный компания.

## Поддерживаемые устройства
iOS 14 поддерживают следующие устройства:
- iPhone 6S / 6s Plus
- iPhone SE
- iPhone 7 / 7 Plus
- iPod touch (7 поколения)
- iPhone 8 / 8 Plus
- iPhone X
- iPhone XR
- iPhone XS / XS Max
- iPhone 11 / 11 Pro / 11 Pro Max
- iPhone SE (2-го поколения)
- iPhone 12 / iPhone 12 mini / iPhone 12 Pro / iPhone 12 Pro Max

Подобные ограничения по моделям обусловлены тем, что операционная система получилась ресурсно-затратной и для полноценного функционирования необходим мощный процессор, который сможет обеспечить своему пользователю полноценное функционирование iOS 14.

## Восприятие
iOS 14 получила разное восприятие среди критиков и пользователей. Пользователи отмечали, что в iOS 14 появились функции, которых они ждали давно. Например, возможность ставить виджеты на рабочем столе, одновременно смотреть видео и листать соцсети. Также пользователи отметили новые настройки безопасности. 
Однако некоторые пользователи жаловались на ошибки в работе системы, из-за которых она в целом стала работать нестабильно. В частности, пользователи отмечали сбои в работе опции выбора браузера и почтового клиента. Разработчики приложений выразили недовольство отношением Apple. Компания объявила о выходе новой операционной системы за сутки до релиза, из-за чего разработчики не успели оптимизировать свои программы под новую версию. Группа европейских рекламодателей раскритиковала Apple за новую функцию iOS 14, которая спрашивала пользователей, можно ли отслеживать их активность в приложениях и браузере.
Пользователи Android высмеяли ключевые нововведения iOS 14, в частности виджеты рабочего стола. Компания Google запустила в Твиттере флэшмоб, целью которого было высмеять новые функции обновления iOS.

## История версий
Первая бета-версия iOS 14 для разработчиков была выпущена 22 июня 2020 года, а первая публичная бета-версия — 9 июля 2020 года. Финальная бета-версия, iOS 14 beta 8, была выпущена 9 сентября 2020 года. iOS 14 была официально выпущена 16 сентября 2020 года. Публичного бета-тестирования версии 14.1 не проводилось.
Официальный релиз состоялся 16 сентября 2020 года.
|  | Предыдущий выпуск |  | Последний выпуск |  | Последняя версия для разработчиков |

| Версия      | Номер сборки | Дата выхода      |
| ----------- | ------------ | ---------------- |
| 14.0 Beta 1 | 18A5301v     | 22 июня 2020     |
| 14.0 Beta 2 | 18A5319i     | 7 июля 2020      |
| 14.0 Beta 3 | 18A5332f     | 22 июля 2020     |
| 14.0 Beta 4 | 18A5342e     | 4 августа 2020   |
| 14.0 Beta 5 | 18A5351d     | 18 августа 2020  |
| 14.0 Beta 6 | 18A5357e     | 25 августа 2020  |
| 14.0 Beta 7 | 18A5369b     | 3 сентября 2020  |
| 14.0 Beta 8 | 18A5373a     | 9 сентября 2020  |
| 14.0 GM     | 18A373       | 15 сентября 2020 |
| 14.0        | 18A373       | 16 сентября 2020 |
| 14.0.1      | 18A393       | 24 сентября 2020 |
| 14.1        | 18A8395      | 20 октября 2020  |
| 14.2        | 18B92        | 5 ноября 2020    |
| 14.2        | 18B111       | 18 ноября 2020   |
| 14.2.1      | 18B121       | 19 ноября 2020   |
| 14.3        | 18C66        | 14 декабря 2020  |
| 14.4        | 18D52        | 26 января 2021   |
| 14.4.1      | 18D61        | 8 марта 2021     |
| 14.4.2      | 18D70        | 26 марта 2021    |
| 14.5        | 18E199       | 26 апреля 2021   |
| 14.5.1      | 18E212       | 3 мая 2021       |
| 14.6        | 18F72        | 24 мая 2021      |
| 14.7        | 18G69 18G70  | 19 июня 2021     |
| 14.7.1      | 18G82        | 26 июля 2021     |
| 14.8        | 18H17        | 13 сентября 2021 |
| 14.8.1      | 18H107       | 26 октября 2021  |

- iOS 14.0 — релизная версия стала доступна 16 сентября 2020 года
- iOS 14.0.1 — вышла 24 сентября 2020 года и содержала исправления ошибок
- iOS 14.1 — вышла 20 октября 2020 года. В этом обновлении iPhone 8 и новее получили возможность воспроизведения и редактирования 10-битного HDR видео
- iOS 14.2 — вышла 5 ноября 2020 года. Среди нововведении новые обои, новые эмодзи, уведомления об уровне звука и другие изменения. 18 ноября выпущено исправление для iPhone 12 и iPhone 12 Pro без изменения номера версии iOS
- iOS 14.2.1 — вышла 19 ноября 2020 года только для iPhone 12 и содержала исправления ошибок
- iOS 14.3 — вышла 14 декабря 2020 года. Среди нововведении поддержка Apple AirPods Max, сервис Apple Fitness+, улучшения конфиденциальности и другие изменения
- iOS 14.4 — вышла 26 января 2021 года. Начиная с этого обновления iPhone 12 будет получать специальное уведомление, если установлена неоригинальная камера
- iOS 14.4.1 — вышла 8 марта 2021 года и содержала улучшения безопасности
- iOS 14.4.2 — вышла 26 марта 2021 года и содержала улучшения безопасности. Соответствующий патч вышел и для iOS 12
- iOS 14.5 — вышла 26 апреля 2021 года. Среди нововведении улучшенное приложение "Музыка", разблокировка iPhone с помощью Apple Watch (требуется watchOS 7.4), поддержку контроллеров DualSense/Xbox Series X|S и другие изменения
- iOS 14.5.1 — вышла 3 мая 2021 года и содержала улучшения безопасности. Соответствующий патч вышел и для iOS 12
- iOS 14.6 — вышла 24 мая 2021 года. В этом обновлении были добавлены подписки в приложении "Подкасты"
- iOS 14.7 — вышла 19 июля 2021 года. В этом обновлении была добавлена поддержка MagSafe Battery Pack
- iOS 14.7.1 — вышла 26 июля 2021 года и содержала исправления ошибок
- iOS 14.8 — вышла 13 сентября 2021 года и содержала улучшения безопасности
- iOS 14.8.1 — вышла 26 октября 2021 года и содержала улучшения безопасности

## Смотрите также
- IPadOS 14
- MacOS Big Sur
- WatchOS